# Z (Russisch militair symbool)

Het symbool "Z" met de hashtag: "Wij laten onze mensen niet barsten". Veelvuldig gebruikt om steun te betuigen aan de Russische invasie in Oekraïne.

De Z is een van de symbolen die sinds het begin van de Russische inval in Oekraïne in februari 2022 worden gebruikt op militaire voertuigen van de Russische strijdkrachten, samen met de O en de V. De symbolen ontstonden spontaan na de inval in Oekraïne en werden door de Russische autoriteiten meteen omarmd.

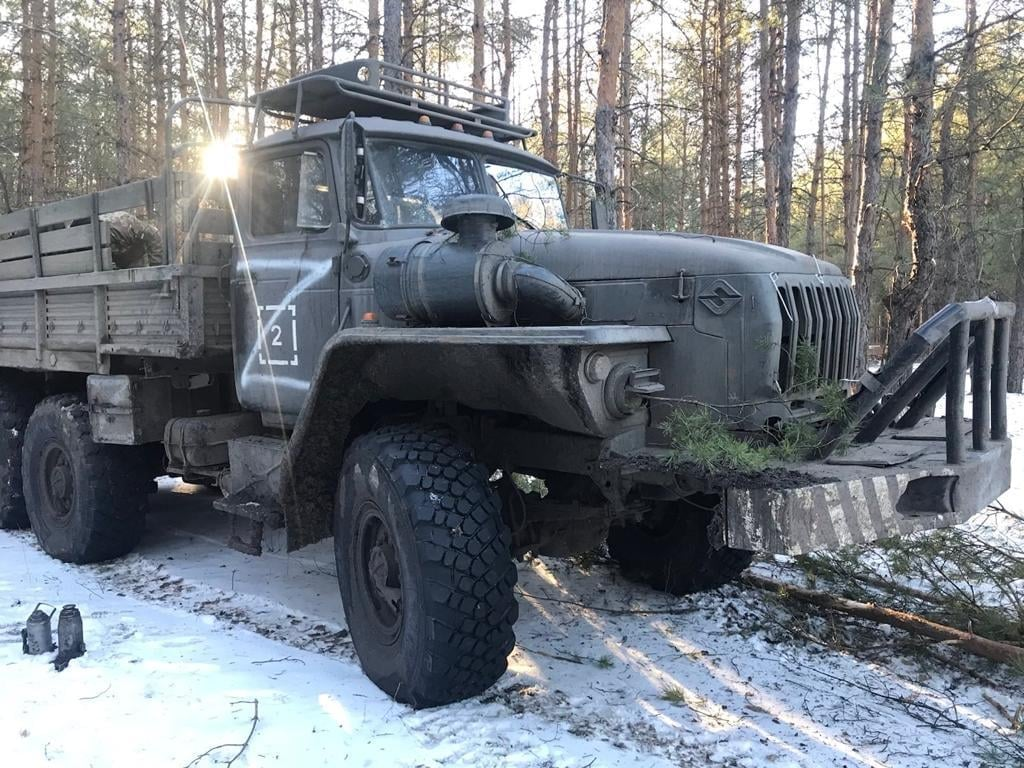
Een Oeral TK6A-001 met het z-teken

## Betekenissen
De exacte betekenis van het Z-teken is onduidelijk. De Z zou voor "za pobedoe" (voor de overwinning) staan, hoewel dit in het cyrillisch schrift een "з" zou moeten zijn (van "за победу"). Het zou ook kunnen staan voor "Zapad" (West), wat de richting van de troepenbeweging in Oekraïne zou kunnen betekenen of de oorsprong van het voertuig. Een andere mogelijkheid is dat de symbolen materieel onderscheidden van dat van de vijand. Voor veel Russen deed de herkomst er niet toe. Na het begin van de invasie waren de symbolen niet alleen op Russisch materieel in Oekraïne te zien, maar ook op Russische flats, auto's, kleding of in de vorm van flashmobs in Rusland om het leger te ondersteunen in de oorlog.
De betekenis van het V-teken is waarschijnlijk niet ‘Victory’, maar een teken voor de kreet ‘In waarheid ligt macht’. Volgens een artikel in de Frankfurter Allgemeine Zeitung, zouden Russische soldaten zich vereenzelvigen met de ‘V’ vanwege de Russische cultfilm Brat 2 uit 2000. Zelfs Poetin zou het in Rusland populaire citaat hebben gebruikt.

## Internationale reacties en veroordelingen
De Verchovna Rada – het Oekraïense parlement – heeft het "Z"-teken in de ban gedaan. Ook in veel andere landen is het openlijk op een voertuig laten zien van het teken strafbaar gesteld, zoals in Kazachstan, Kirgizië en Bulgarije. Het Tsjechische parlement heeft het "Z"-teken gelijkgesteld aan de swastika.
De Duitse deelstaten Brandenburg, Beieren en Berlijn besloten eind maart 2022 eveneens om het gebruik van het Z-teken strafrechtelijk te vervolgen. Aanleiding hiervoor waren Z-tekens, die in Würzburg op kerkmuren waren gespoten. Een strafrechtexpert benadrukte echter dat een algemeen verbod juridisch problematisch is en de intentie van de gebruiker evenals vele andere factoren bij de interpretatie een rol spelen.

## Galerij

"Z" symbool
"Z" symbool (alternatief)
"V" symbool
"O" symbool